# Juan Domingo Brown
Juan Domingo Brown   (Argentina, 21 de juny de 1888 - 16 de setembre de 1931) fou un futbolista argentí de la dècada de 1910.
La seva família era d'origen escocès. Cinc cosins seus també van ser internacionals amb l'Argentina: Alfredo, Carlos, Eliseo, Ernesto i Jorge.
Fou 36 cops internacional amb la selecció argentina amb la qual participà en el Campionat sud-americà de 1916.
Pel que fa a clubs, defensà els colors de l'Alumni AC i del Quilmes AC.